# Pukléřka sosnová
Pukléřka sosnová (Vulpicida pinastri) je lupenitý sytě žlutý lišejník z čeledi terčovkovitých.

## Areál rozšíření
Pukléřka sosnová je subarkticko-subalpinským až boreálně-montánním druhem s cirkumpolárním rozšířením. V rámci střední Evropy je běžná hlavně v Alpách a Karpatech. V České republice se vyskytuje roztroušeně od pahorkatin do hor, kde je hojnější.

## Popis
Charakteristická je žlutou, lupenitou stélkou se sytě žlutou dření a sorály rostoucími v nepravidelných růžicích o velikosti velikosti 1–2 cm převážně na větvích a kmenech převážně smrků a borovic, někdy také na zdřevnatělých větvičkách brusnic a na skalách. Růžice jsou tvořeny několika menšími laloky se vzhůru zaoblenými okraji. Jednobuněčné výtrusy jsou elipsoidní až téměř kulovité.
Žluté zbarvení je způsobeno vysoce toxickou kyselinou vulpinovou v jádru, která pravděpodobně slouží jako ochrana proti plžům. Toxické účinky této kyseliny se v minulosti využívaly k trávení vlků.

## Galerie

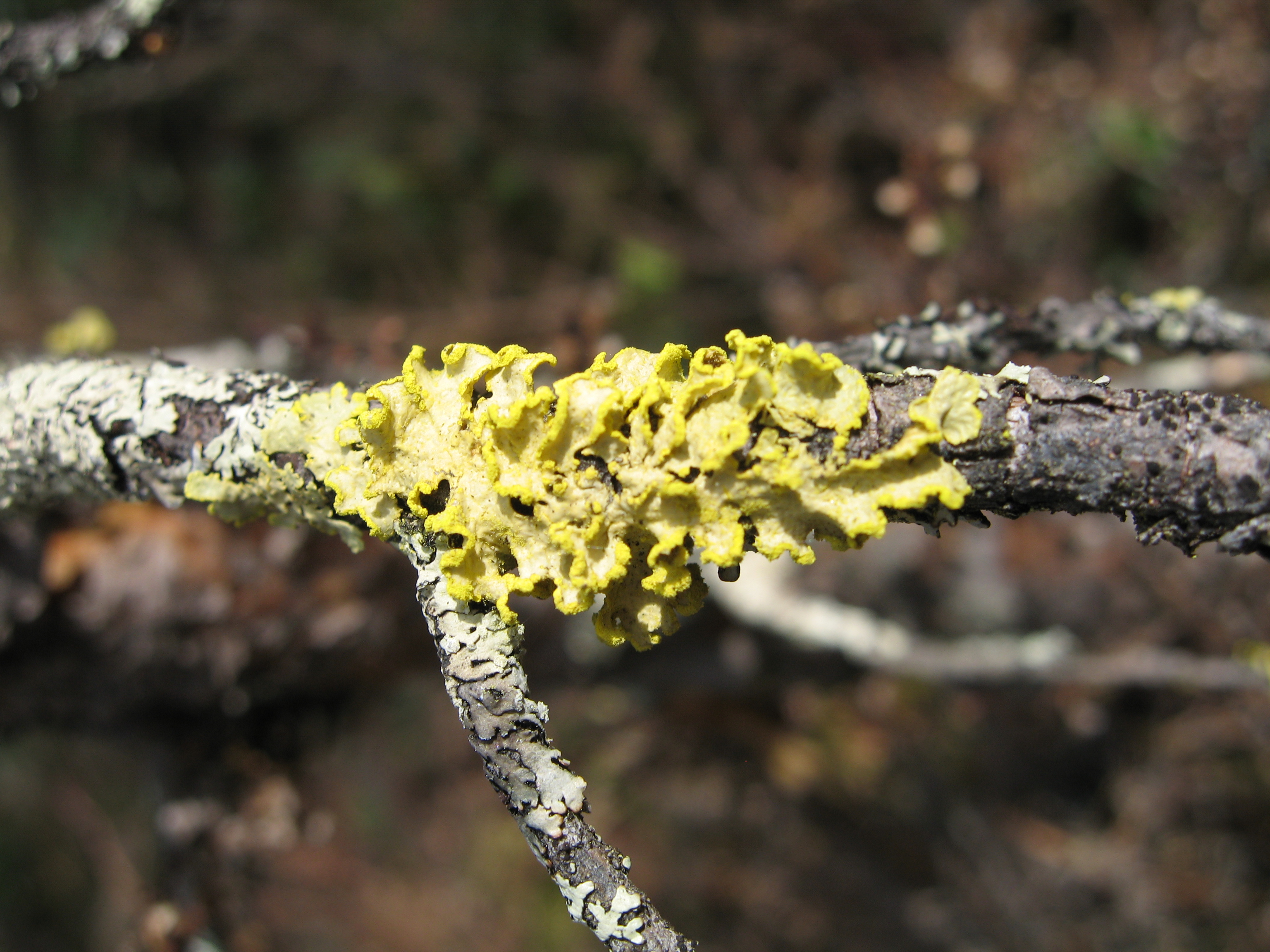
Pukléřka sosnová
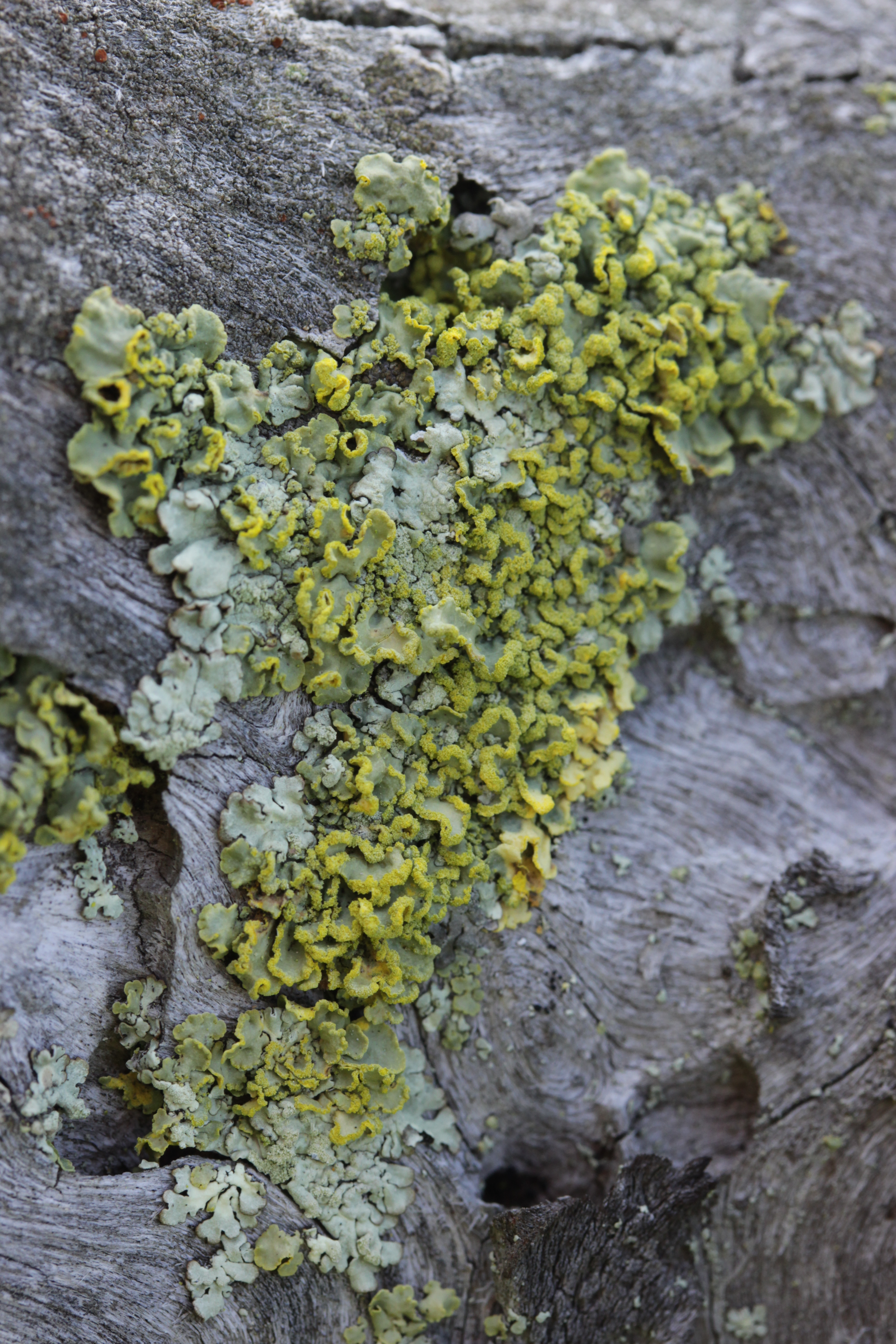
Pukléřka sosnová
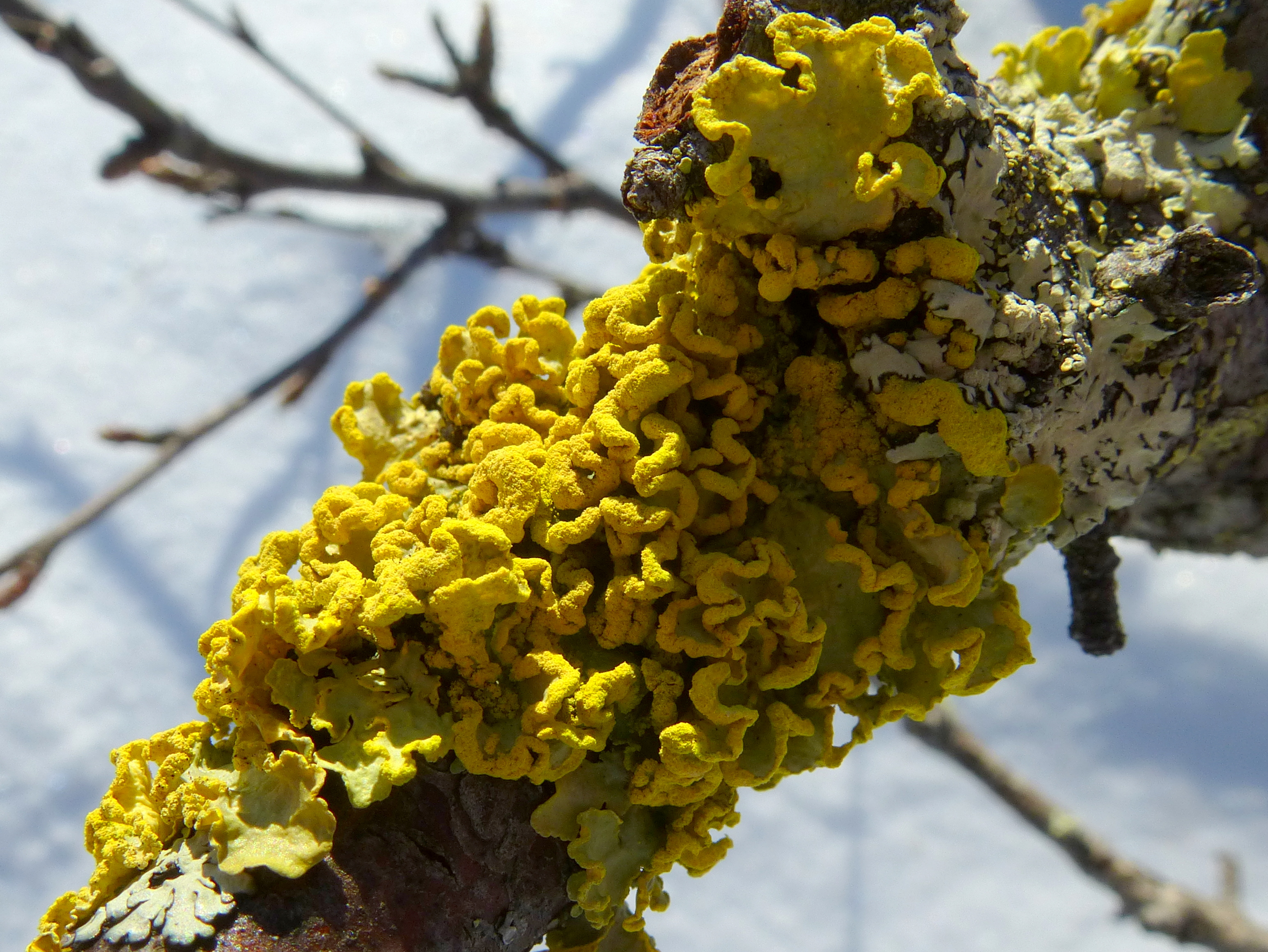
Pukléřka sosnová
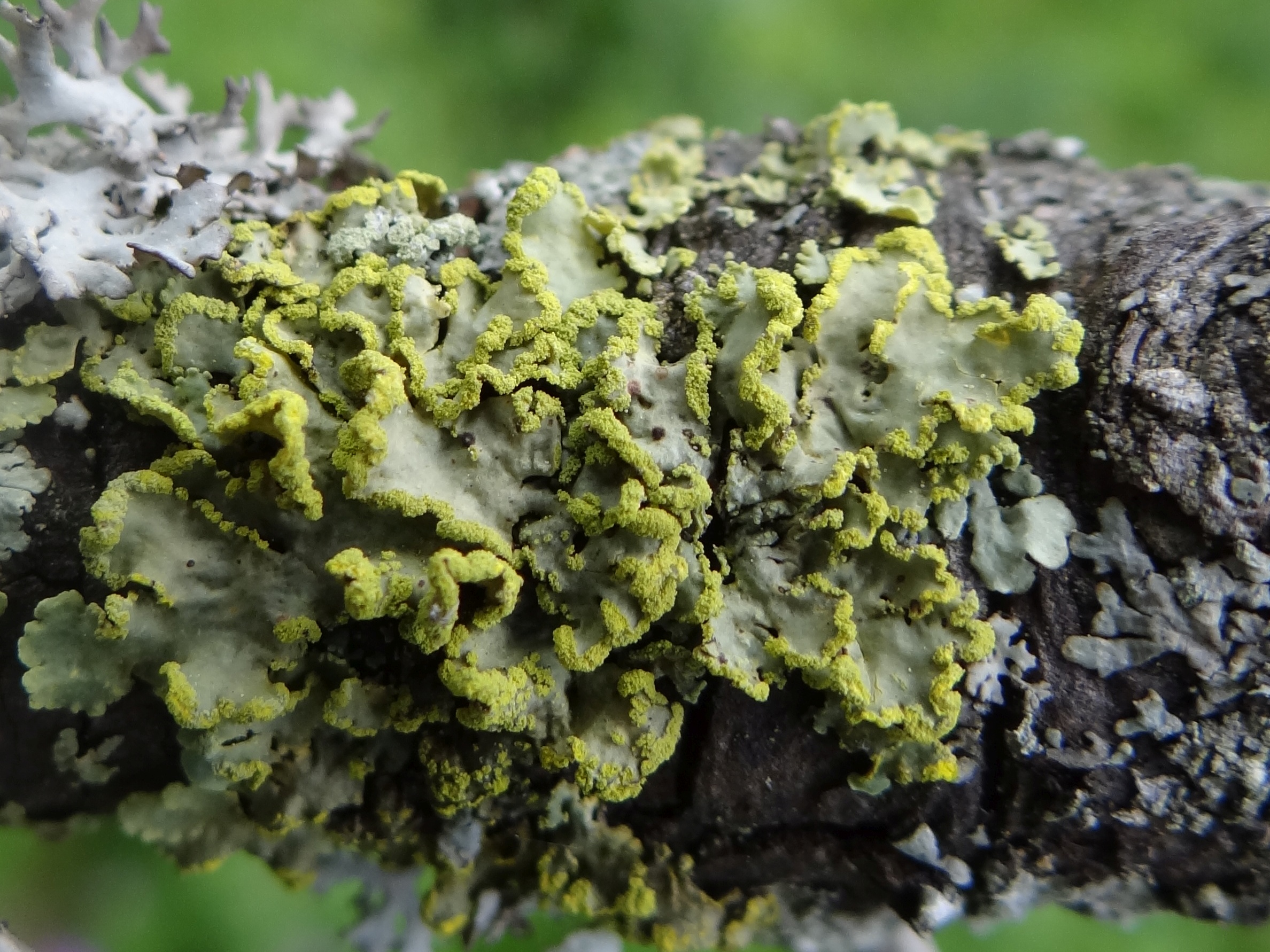
Pukléřka sosnová